# Il successo
Il successo è un film del 1963 diretto da Mauro Morassi, con protagonisti Vittorio Gassman e Jean-Louis Trintignant, la stessa coppia che l'anno precedente fu protagonista de Il sorpasso di Dino Risi; a quest'ultimo si deve parte della regia anche di questo film, da lui portato a termine.

## Trama
Il trentottenne intellettuale Giulio Cerioni è un uomo infelice, che cerca il successo attraverso una grossa speculazione edilizia in Sardegna. Non avendo il denaro per acquistare il terreno, Giulio si fa in quattro per avere dei prestiti da vecchie conoscenze, fino a perdere ogni dignità. Alla fine riesce ad ottenere il denaro necessario, sacrificando però la vita di familiari e amici, agli occhi dei quali appare ora come una persona diversa. Perde il suo unico amico, Sergio, e la moglie, Laura, in cambio di una vita da ricco ma senza amici e amore.

## Curiosità
- Dino Risi non è accreditato come regista assieme a Morassi, pur avendo girato parte della pellicola.[1]